# BMW X5
BMW X5 je první SUV německé automobilky BMW z Mnichova. Vyrábí se od roku 1999 dodnes v americkém Spartanburgu. Jak je patrné z místa výroby, je primárně tento vůz určen pro severoamerický trh, ale od roku 2000 je vyvážen i do Evropy a i zde zaznamenal veliký úspěch. Už od počátku je tento typ velice úspěšný, ale i oblíbený mezi zloději. Automobil má elegantní design s agresivními prvky. Je určen spíše pro silniční provoz, nicméně zvládne i lehčí terén. Zpočátku výroby disponoval model X5 trvalým pohonem všech kol 4x4 s mezinápravovým diferenciálem, od roku 2003 je ale vybaven novým pohonem xDrive, kde diferenciál nahrazuje elektronická spojka, což v praxi znamená změnu oproti „prvním“ modelůmX5, že primárně jsou poháněna zadní kola a v případě potřeby (jejich prokluzu) se připojují přední kola.

## E53 (1999–2006)

### Motory
- 3.0i R6 170 kW / 232 k
- 4.4is V8 210 nebo 235 kW / 286 nebo 320 k
- 4.6is V8 255 kW / 347 k
- 4.8is V8 265 kW / 361 k
- 3.0d R6 135 / 184 k
- 3.0d R6 160 kW / 218 k (od 2003)

## E70 (2006–2013)

### Motory
- 3.0L 260 hp
- 3.0L 235 hp Diesel
- 3.0L 286 hp Diesel
- 4.8L 350 hp V8
- 4.4L 555 hp V8 Twin Turbo 3.0L 306 hp Twin Turbo

## F15 (2013–2019)

### Motory
- 3.0i 225 kW
- 4.4i 330 kW
- 2.0d 170 kW
- 3.0d 190/230/280 kW
- X5M 423 kW